# Undercover (Milk Inc.)
Undercover is de naam van het tiende album van de Belgische dance-groep Milk Inc. Het komt uit op 21 juni 2013. Het is het eerste album van de groep vol met covers van bekende artiesten. Nummers van Rihanna, Sunrise Avenue, Zornik, Ben Howard en nog veel meer bekende en grote sterren worden onder handen van Regi en Linda genomen. En tot dit resultaat gemaakt. Ook staat de hitsingle Miracle uit 2012 op het album. Ook werd er een nieuwe remix van La Vache gemaakt.

## Tracklist
Het album telt 21 nummers:
1. Uncovered (Intro)
2. Last Night a D.J. Saved My Life
3. Wicked Game
4. Sweet Child o' Mine
5. Imagination
6. Your Friend
7. Ready to Fly
8. Bette Davis Eyes
9. Fairytale Gone Bad
10. I Just Died In Your Arms Tonight
11. Scared of Yourself
12. We Found Love
13. The Fear
14. Touch Me
15. Ride Like the Wind
16. Rain Down on Me
17. Broken Strings
18. La Vache 2013
19. Miracle
20. Yes
21. Covered Up (Outro)